# Volmtjärnen
Volmtjärnen är en sjö i Örnsköldsviks kommun i Ångermanland och ingår i Moälvens huvudavrinningsområde. Sjön har en area på 0,159 kvadratkilometer och ligger 189,2 meter över havet. Sjön avvattnas av vattendraget Härktjärnbäcken.

## Delavrinningsområde
Volmtjärnen ingår i det delavrinningsområde (704172-163814) som SMHI kallar för Mynnar i Forssjön. Medelhöjden är 231 meter över havet och ytan är 11,74 kvadratkilometer. Det finns inga avrinningsområden uppströms utan avrinningsområdet är högsta punkten. Härktjärnbäcken som avvattnar avrinningsområdet har biflödesordning 3, vilket innebär att vattnet flödar genom totalt 3 vattendrag innan det når havet efter 45 kilometer. Avrinningsområdet består mestadels av skog (95 procent). Avrinningsområdet har 0,35 kvadratkilometer vattenytor vilket ger det en sjöprocent på 3 procent.